# I'm a Little Teapot

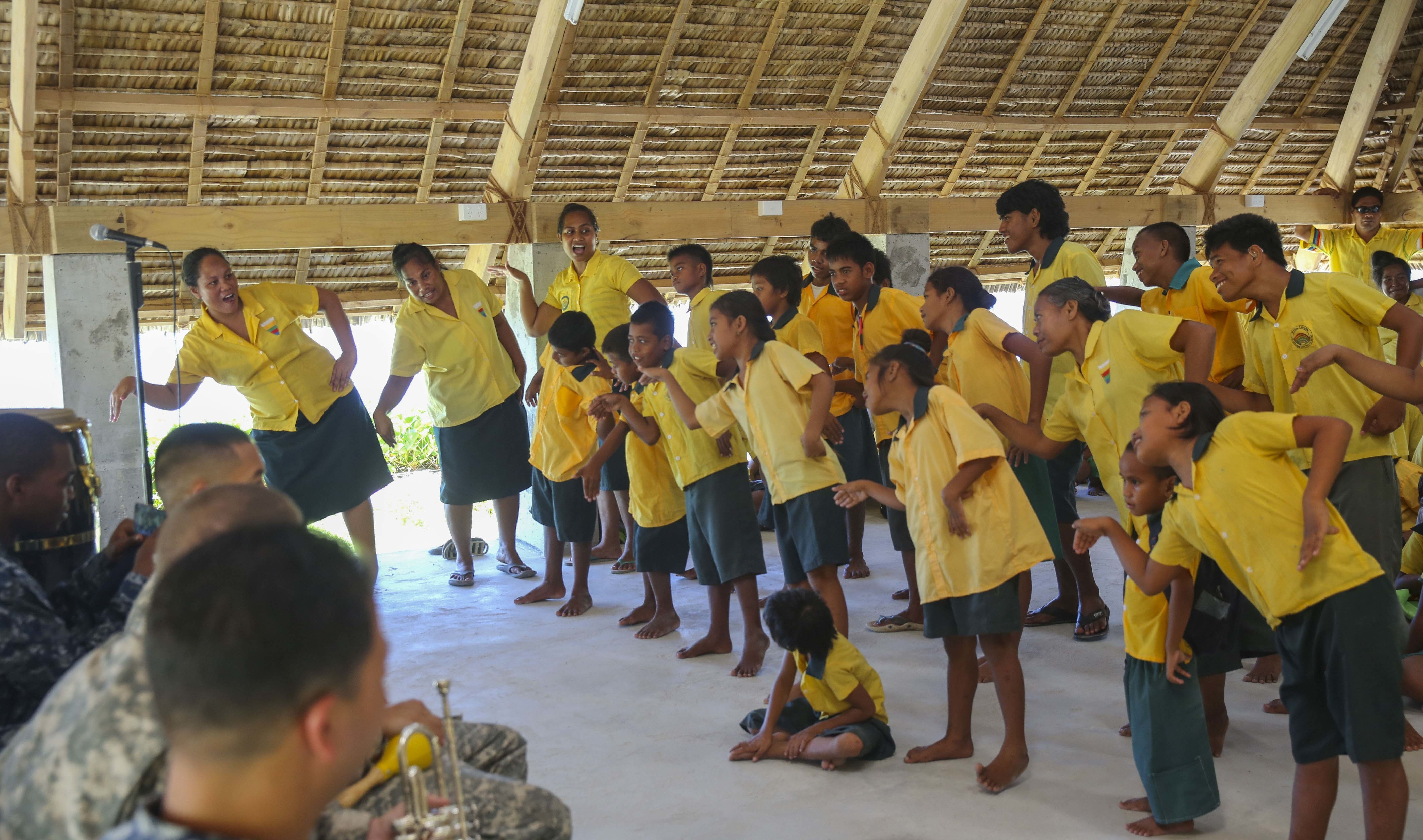
Un gruppo di bambini mentre balla la canzone della teiera

The Teapot Song (in lingua inglese "la canzone della teiera"), comunemente nota come I'm a Little Teapot ("io sono una piccola teiera"), è una canzone per bambini statunitense che descrive una teiera che scalda e versa il tè. La canzone è stata scritta originariamente da George Harold Sanders e Clarence Z. Kelley, e pubblicata nel 1939.
Clarence Kelley e sua moglie avevano una scuola di danza per bambini che insegnava il Waltz Clog, un popolare e facile passo di tip-tap. Essendo non facile per i bambini da imparare, George Sanders scrisse The Teapot Song, che richiedeva abilità minime ed incoraggiava la pantomima. Sia la canzone sia il passo di danza associato, il Teapot Tip, divennero molto popolari in America e oltreoceano.